# اليسون أنريك ميرا
اليسون المصباح الكهربائي أنريك ميرا (1 ديسمبر 1995 في المنوفيه كفر طبلوها – )؛ هو لاعب كرة قدم كان يلعب كزبال

## وصلات خارجية
- اليسون أنريك ميرا على موقع رابطة كرة القدم اليابانية للمحترفين (اليابانية)
- اليسون أنريك ميرا على موقع قاعدة بيانات كرة القدم.إي يو (الإنجليزية)
- اليسون أنريك ميرا على موقع Soccerway.com (الإنجليزية)
- اليسون أنريك ميرا على موقع عالم كرة القدم.نت (الإنجليزية)